# Thiersheim
Thiersheim é um município da Alemanha, no distrito de Wunsiedel, na região administrativa da Alta Francónia, estado de Baviera.